# Molí de Suterranya
El Molí de Suterranya era un molí de l'antic terme de Suterranya, actualment pertanyent al terme municipal de Tremp, del Pallars Jussà.
Estava situat al sud-est del poble de Suterranya, a la vora dreta del barranc del Pont de Fusta, poc abans que aquest s'aboqui en el riu d'Abella. L'actual molí, dedicat a la producció elèctrica és una mica a ponent, a la vora d'una de les séquies secundàries del Canal de Gavet.